# RB-531B Infauna
RB-531B Infauna (ros. РБ-531Б «Инфауна») – rosyjski system walki elektronicznej służący do wykrywania i blokowania łączności nieprzyjaciela oraz zwalczania broni precyzyjnej.

## Historia
W latach 2005–2009 koncern Sozwiezdije (ros. Созвездие) w Tambowie opracował system R-531B, jego głównym projektantem był Michaił L. Artiemow. W pracach badawczych i konstrukcyjnych brały również udział przedsiębiorstwa z Moskwy, Woroneża i Petersburga. Testy państwowe zakończone zostały jesienią 2010 r., a w 2011 r. przeprowadzono pierwsze szkolenia personelu. Wprowadzenie go do użycia w jednostkach armii rosyjskiej nastąpiło w styczniu 2012 r. System RB-531B został zaprezentowany publicznie 9 maja 2015 r. podczas parady zwycięstwa w Pskowie. Oficjalna prezentacja systemu miała miejsce w październiku 2015 r. podczas Dnia Innowacji Południowego Okręgu Wojskowego. Odbiorcy zagraniczni mogli po raz pierwszy zapoznać się z systemem w 2016 r. podczas IV Międzynarodowej Wystawy Uzbrojenia i Wyposażenia Wojskowego w Kazachstanie. Kolejna prezentacja miała miejsce podczas Międzynarodowego Forum Wojskowo-Technicznego ARMY-2017 w Kubince.

## Przeznaczenie
System został opracowany na potrzeby ochrony rosyjskich wojsk powietrznodesantowych na poziomie batalionu, do jego zbudowania wykorzystano zmodyfikowane podwozie transportera BTR-80. Jego głównymi zadaniami jest ochrona dróg, sprzętu i siły żywej przed atakami z wykorzystaniem improwizowanych ładunków wybuchowych (IED) sterowanych radiowo oraz zagłuszanie systemów łączności radiowej przeciwnika w zakresie częstotliwości VHF. Promień skutecznego zasięgu zagłuszania ładunków IED, z prawdopodobieństwem 90%, wynosi 25 m, prawdopodobieństwo blokowania łączności nieprzyjaciela jest szacowane na 70%. System może również służyć do ochrony sprzętu i jednostek przed rażeniem bronią precyzyjną o naprowadzaniu laserowym i wideo, w tym celu ma możliwość postawiania zasłony dymnej o zasięgu 130 m. Elementy obronne systemu działają zarówno podczas postoju jak i marszu, dzięki czemu może być wykorzystywany do zadań osłony konwojów.

## Służba
W 2012 r. system trafił na wyposażenie 98 Gwardyjskiej Dywizji Powietrznodesantowej i 7 Gwardyjskiej Dywizji Desantowo-Szturmowej. W 2019 r. wszedł na wyposażenie jednostek 201 Bazy Wojskowej znajdującej się w Tadżykistanie.

## Konstrukcja
Podstawą konstrukcji jest zmodyfikowane podwozie transportera BTR-80, które jest oznaczone jako K1Sz1 (ros. К1Ш1). W porównaniu z oryginałem poszerzono kadłub, aby pomieścić dodatkowe wyposażenie. Załoga pojazdu składa się z trzech osób: kierowcy, dowódcy i operatora systemów elektronicznych. Dwaj pierwsi zajmują miejsca w przedziale kierowania, operator ma stanowisko pracy w zaadaptowanym przedziale transportowym. Pojazd ma pancerz chroniący go przed ostrzałem z przodu (z odległości 200 m) pociskami kal. 12,7 mm oraz pociskami kal. 7,62 mm z boków. Grubość pancerza nie przekracza 10 mm, dla zwiększenia efektywności ochrony, płyty pancerza są nachylone. Na bokach pojazdu znajdują się czujniki optoelektroniczne i wyrzutnie granatów dymnych służące automatycznemu postawieniu zasłony dymnej w przypadku wykrycia opromieniowania laserowego. Na dachu pojazdu, w wielobocznej osłonie, umieszczona jest główna antena systemu. Jej podnoszenie odbywa się z wykorzystaniem teleskopowego masztu.